# Solenoidstruktur
Als Solenoidstruktur (französisch solénoïde von griechisch solen ‚Kanal‘ und griechisch eidos ‚Form‘) der DNA wird die Verpackung der DNA als eine 30 nm Chromatinfaser bezeichnet, die das Ergebnis von Verdichtungen mehrerer Nukleosomen ist (eine sog. „coiled coil“-Struktur, also eine Art gewundene Spule).

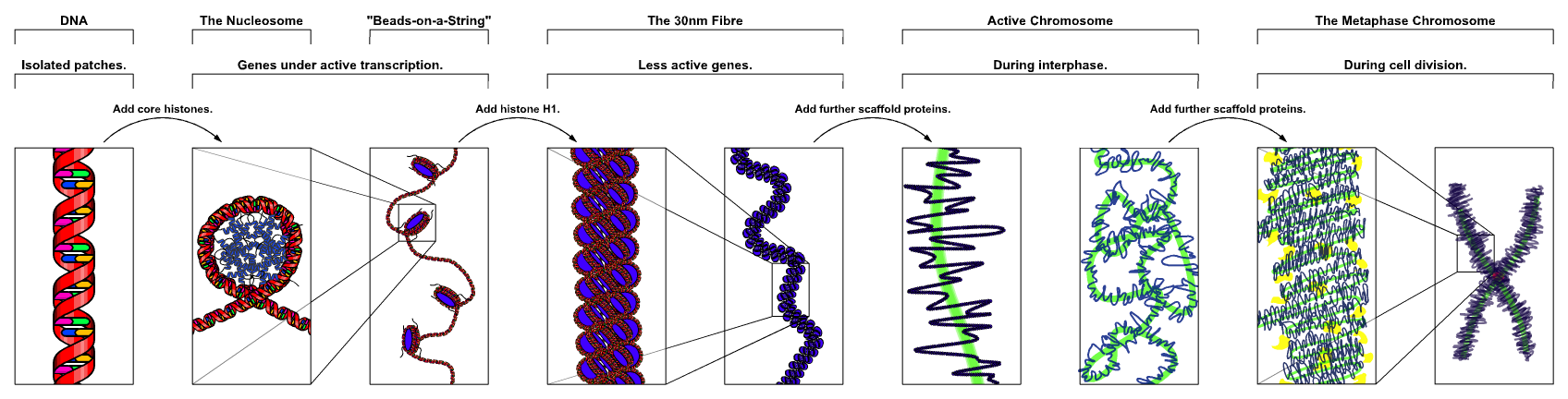
Verpackungsstufen der DNA

In eukaryontischen Zellen sind 146 bp DNA ca. 1,65 mal um ein Histonoktamer (aus zwei Histon H2A, einem Histon 2B-Dimer und einem Histon H3-Histon H4-Tetramer) geschlungen. Das Histonoktamer mit seiner DNA-Wicklung wird Nukleosom genannt.
Histon H1 strafft zusätzlich die DNA, die an das Histonoktamer gebunden ist.
Die Nukleosomen, die so wie Perlen an einer Schnur („beads on a string“-Struktur) aussehen, sind weiter zu einer helikalen Struktur verdichtet durch Interaktionen der aminoterminalen Enden (NH2) der Histonoktamere. In dieser Helix liegen etwa sechs Nucleosomen pro Windung vor. Die Röntgenkristallographie legt eine Ganghöhe von ca. 11 nm nahe. Diese Gesamtstruktur wird Solenoid genannt, und ist nur eines von zwei Modellen zur Beschreibung der Verpackung der 30-nm-Filamente der DNA. Das andere ist das sogenannte Zickzack-Modell. Auch dieses ist, genau wie das Solenoid-Modell, elektronenmikroskopisch beobachtet worden. Neuere röntgenkristallographische Untersuchungen zeigen, dass vermutlich beide Modelle korrekt sind, da die Längen der Linker-DNA in Untersuchungen starke Unterschiede aufweisen (das Zickzack-Modell wird von längerer Verbindungs-DNA begünstigt).
DNA, die in Solenoide verpackt ist, ist nicht transkriptionsaktiv. Wenn Solenoide weiter kondensiert werden, werden Chromosomen erkennbar. Dabei winden sich Solenoide immer weiter umeinander, um so eine Schleife von etwa 20.000 bis 80.000 bp zu bilden, gefolgt von einer Rosette, die sechs verbundene Schleifen enthält. Daraufhin folgt eine Spiralstruktur und zuletzt die Chromatiden. Am Ende steht das hochverdichtete Metaphasen-Chromosom. Das am höchsten verpackte Chromatin hat einen Durchmesser von etwa 600 nm.